# Luciano De Paolis
Luciano De Paolis, född 14 juni 1941 i Rom, är en italiensk före detta bobåkare.
Han blev olympisk guldmedaljör i fyrmansbob vid vinterspelen 1968 i Grenoble.